# Xã hội hóa (kinh tế học)
Xã hội hóa trong nghĩa kinh tế học, thường được dùng để chỉ sự quan tâm cũng như đóng góp của toàn xã hội như xã hội hóa giáo dục, xã hội hóa y tế… với ý nghĩa cho tư nhân tham gia, đầu tư, đấu thầu những công trình, cơ sở của nhà nước, nhân dân và kinh doanh qua sự thâu vé vào cửa các xa lộ, di tích, khu du lịch hay mua công khố phiếu…